# Rio Ene
O rio Ene é o próprio rio Amazonas no trecho entre o rio Mantaro até o rio Perené, no Peru. Situa-se no lado oriental dos Andes ao sul do país.
Este rio nasce na confluência dos rios Mantaro e Apurímaque (12° 15' 45" S 73° 58' 30" O) a uns 400 m, onde as regiões de Junim, Cusco e Aiacucho se juntam.
Estende-se sobre a parte oriental da provincia de Satipo, seguindo seu curso em uma direção de sul a norte, na selva alta de Junim. Seu vale é objeto de lento povoamento. O Ene é de curto percurso (180,6 km) mas de forte gradiente. Recebe muitos pequenos afluentes.
O rio Ene conflui com o rio Perené (11° 09' 39" S 74° 14' 48" O) no povoado de Puerto Prado, a 295 mm para formar o rio Tambo antes que suas águas confluam com o rio Urubamba para formar o rio Ucaiáli o qual logo se chega a juntar com o rio Maranhão para finalmente formar o rio Amazonas.